# Menschen-Arsenal
Menschen-Arsenal (aus dem Original übersetzt: Das Gespenst, das nicht wiederkehrt) ist ein sowjetischer Stummfilm aus dem Jahre 1929 von Abram Room. Dem Film lagen Motive der Novelle „Und doch keine Heimkehr“ von Henri Barbusse zugrunde.

## Handlung
Die Geschichte – als politisches, kommunistisches Pamphlet für die Rechte der Arbeiter gegen kapitalistische, ausbeuterische Strukturen konzipiert – spielt überwiegend in einem US-amerikanischen Zuchthaus von San Pietro. In dieser berüchtigten Haftanstalt, die wie ein Hochsicherheitstrakt geführt wird und von den Insassen „Menschen-Arsenal“ genannt wird, sitzen mehrere Erdöl-Arbeiter ein, die in Südamerika einen Streik gegen die Erdölfirma, ihren US-amerikanischen Arbeitgeber, angezettelt hatten. Ihr charismatischer Anführer José Real, an dem ein Exempel statuiert werden soll, wurde zu einer lebenslangen Haftstrafe verurteilt. Vor allem der Gefängnisdirektor verfolgt Real mit glühendem Hass, weil dieser sich absolut nicht beugen und unterwerfen lässt und nicht bereit ist, seine Ideale zu verraten.
Nach zehn Jahren erhält José schließlich erstmals die ihm zustehende Genehmigung für einen Ausgang, den Real nach anfänglichem Zögern auch nutzt, obwohl er ahnt, dass die Schergen der Petroleumgesellschaft oder die Büttel des Gefängnisdirektors versuchen werden, ihn draußen, in der vorübergehenden Freiheit, zu ermorden. Er wäre nicht der erste Gefangene, der „auf der Flucht erschossen“ worden wäre. José gelingt es jedoch, sich seinen Häschern zu entziehen und will seine Familie daheim und seine Arbeitskollegen auf den Ölfeldern besuchen. Bald kommt es vor Ort zu erneuten Streikhandlungen, und die lokale Polizei will eingreifen und José wieder festnehmen. Doch die Arbeitersolidarität verrät ihn nicht, und Real kann bei den Auseinandersetzungen entfliehen.

## Produktionsnotizen
Menschen Arsenal feierte seine deutsche Premiere am 4. November 1929 im Berliner Atrium-Kino. In der Sowjetunion lief der Film erst am 15. März 1930 an.

## Kritiken
„Noch nie wurden die Greuel des kapitalistischen Zuchthauses, die brutale Maschinerie der Klassenjustiz, so plastisch, so wirklichkeits- und bildscharf dargestellt. Das eine Zuchthaus verkörpert alle kapitalistischen Zuchthäuser der Welt …“

„Room fotografierte diesen Film in fast expressionistischer Manier und bemühte sich auch um Anwendungen von Montagen; am überzeugendsten wirken aber auch hier die satirisch zugespitzten Charakterzeichnungen einiger Figuren, etwa des specknackigen Agenten, der am liebsten Blumen pflückt (Maxim Strauch) sowie die langen Traumsequenzen, in welchen der Gefangene seinen Freuden und seiner Frau begegnet.“